# Altmühle (Weidenberg)
Altmühle ist ein Gemeindeteil des Markts Weidenberg im Landkreis Bayreuth (Oberfranken, Bayern). Altmühle liegt in der Gemarkung Neunkirchen am Main.

## Geografie
Die Einöde liegt am rechten Ufer der Ölschnitz in direkter Nachbarschaft zu Neunkirchen am Main.

## Geschichte
Altmühle gehörte zur Realgemeinde Neunkirchen am Main. Gegen Ende des 18. Jahrhunderts bestand Altmühle aus einem Anwesen. Die Hochgerichtsbarkeit stand dem bayreuthischen Stadtvogteiamt Bayreuth zu. Die Grundherrschaft über die Mühle hatte das Rittergut Thurnau.
Von 1797 bis 1810 unterstand der Ort dem Justiz- und Kammeramt Bayreuth. Mit dem Gemeindeedikt wurde Altmühle dem 1812 gebildeten Steuerdistrikt Neunkirchen am Main und der zugleich gebildeten Ruralgemeinde Neunkirchen am Main zugewiesen. In der freiwilligen Gerichtsbarkeit unterstand das Anwesen bis 1823 dem Patrimonialgericht Thurnau. Am 1. Januar 1978 wurde Altmühle im Zuge der Gebietsreform in Bayern nach Weidenberg eingemeindet.

### Einwohnerentwicklung
| Jahr      | 001819 | 001822 | 001861 | 001871 | 001885 | 001900 | 001925 | 001950 | 001961 | 001970 | 001987 |
| Einwohner | *      | 7      | 8      | 6      | 11     | 8      | 11     | 13     | 8      | 7      | 5      |
| Häuser    |        | 1      |        |        | 1      | 1      | 1      | 1      | 1      |        | 1      |
| Quelle    | [ 9 ]  | [ 6 ]  | [ 10 ] | [ 11 ] | [ 12 ] | [ 13 ] | [ 14 ] | [ 15 ] | [ 16 ] | [ 17 ] | [ 1 ]  |

## Religion
Altmühle ist evangelisch-lutherisch geprägt und nach St. Laurentius (Neunkirchen am Main) gepfarrt.